# Kids Of The Century
«Kids Of The Century» es el quinto sencillo de la banda alemana de power metal Helloween, que se extrae de su álbum de 1991 Pink Bubbles Go Ape.

## Temas
- «Kids Of The Century» (Michael Kiske) 3:52
- «Blue Suede Shoes» [cover] (Carl Perkins) 2:34
- «Shit And Lobster» (Markus Grosskopf) 4:06
- «Exclusive Helloween Interview» 4:34

El corte «Exclusive Helloween Interview» en un principio solo aparecía en el vinilo de 10" y también en The Singles Box Set 1985-1992. 
La versión de 12" venía con una foto de cada uno de los cinco miembros.

## Lista de canciones en Japón
- «Kids Of The Century» (Michael Kiske) 3:52
- «Blue Suede Shoes» [cover] (Carl Perkins) 2:34
- «Exclusive Helloween Interview» 4:34

## Miembros
- Michael Weikath, Guitarra.
- Markus Grosskopf, Bajo.
- Ingo Schwichtenberg, Batería.
- Michael Kiske, Voz.
- Roland Grapow, Guitarra.

- Datos: Q5946320